# 石動駅

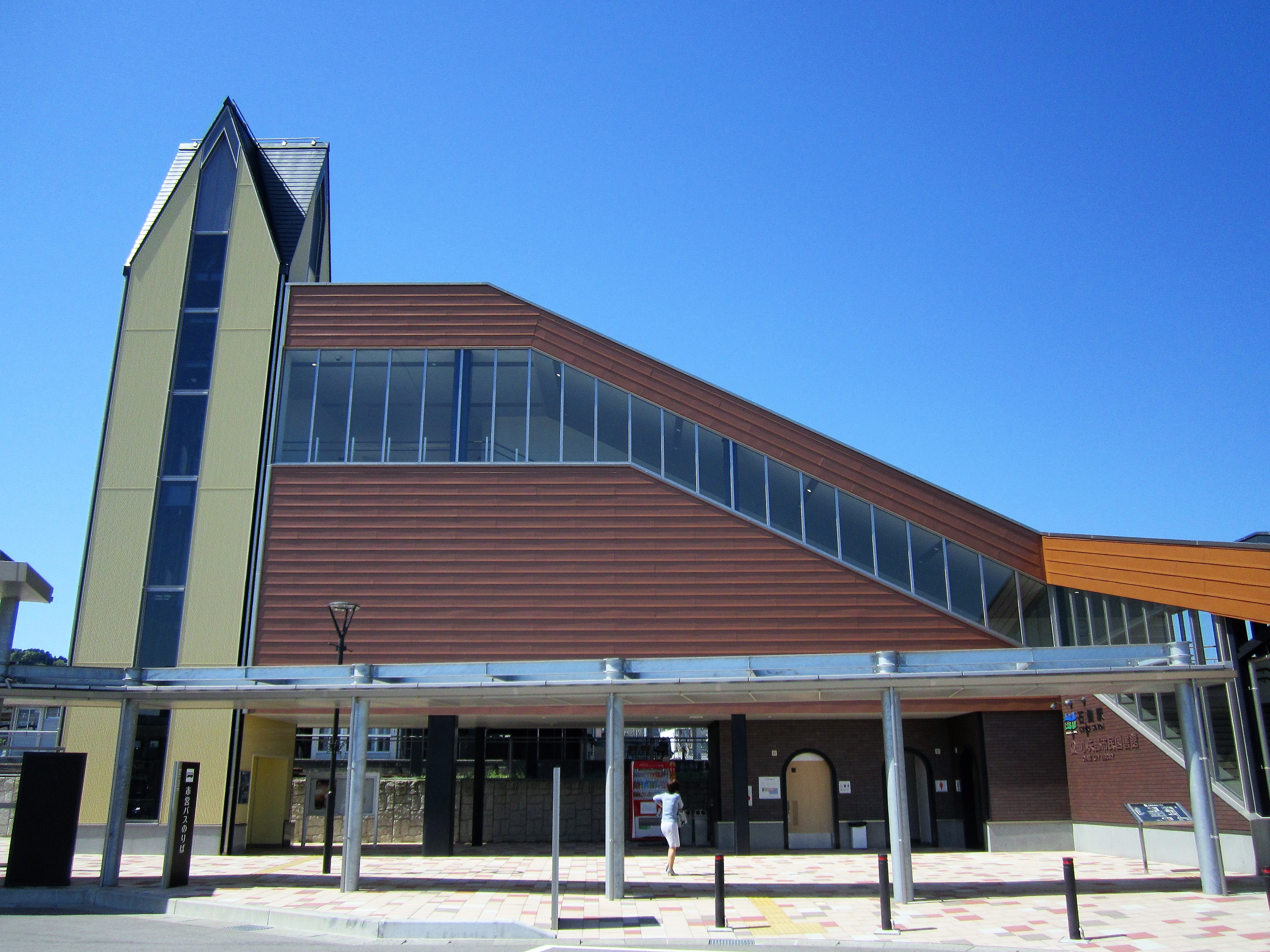
南口（2019年5月）

石動駅（いするぎえき）は、富山県小矢部市石動町にある、あいの風とやま鉄道線の駅である。
2015年3月14日の北陸新幹線開業による経営移管までは、西日本旅客鉄道（JR西日本）北陸本線の駅であった。
またJR西日本時代は一部の特急（サンダーバード、しらさぎ、北越、はくたか）も停車していた。

## 概要
小矢部市の代表駅であり、富山県内の鉄道駅で最も西に位置する。駅舎には小矢部市民図書館が併設している。
かつては加越能鉄道加越線の起点駅でもあった。
新駅舎と南北自由通路が2018年（平成30年）11月27日より利用開始された。駅舎に併設される図書館（旧駅舎跡地に整備）について、小矢部市は2015年（平成27年）12月14日には2018年（平成30年）度末完成、2019年（平成31年）度初頭に開館の予定であると発表していたが、後に2019年（平成31年）4月に着工し、2020年（令和2年）3月26日の利用開始となった。

## 歴史

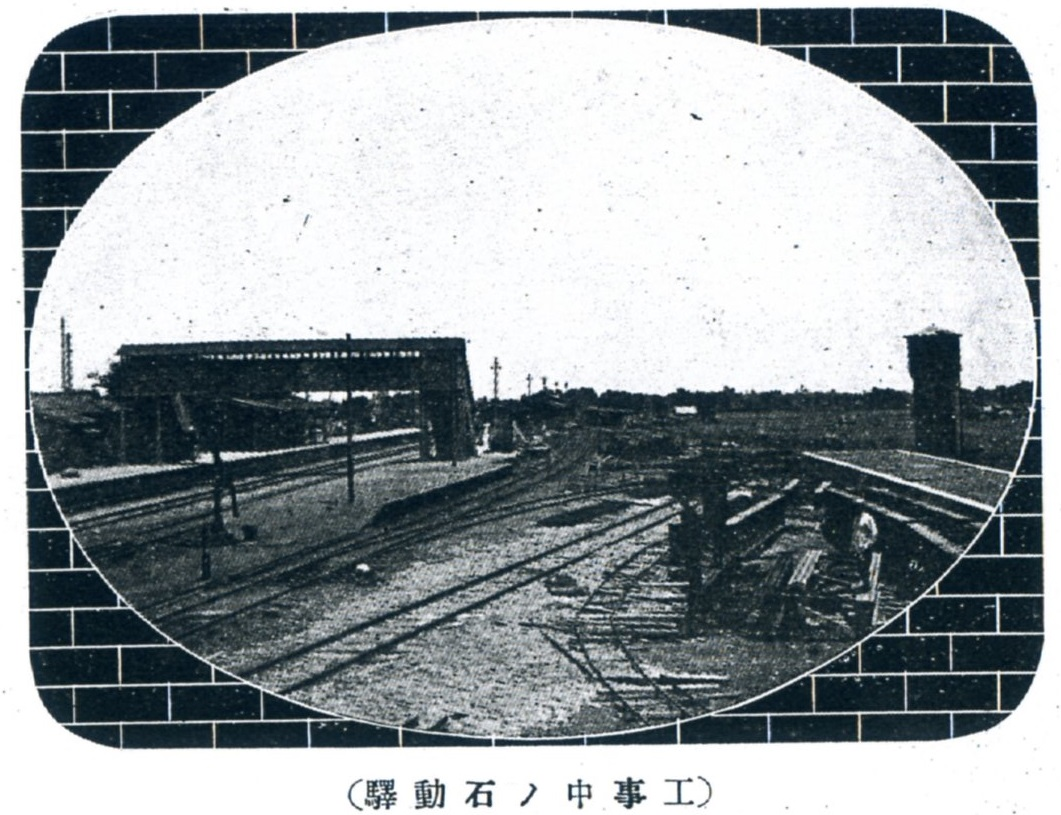
1922年（大正11年）当時の石動駅構内。加越鉄道線が工事中である。

- 1898年（明治31年）11月1日：官設鉄道北陸線の金沢駅 - 高岡駅間延伸に伴い開業する（一般駅）[1][9]。
- 1909年（明治42年）10月12日：線路名称が制定され、北陸本線所属駅となる[10]。
- 1922年（大正11年）7月22日：加越鉄道が福野駅から延伸し、当駅に乗り入れる[11]。
- 1943年（昭和18年）1月1日：加越鉄道が富山地方鉄道に合併し、同社線は富山地方鉄道加越線となる[12]。
- 1950年（昭和25年）10月23日：富山地方鉄道加越線が加越能鉄道に譲渡される[12]。
- 1960年（昭和35年）9月30日：当駅 - 福岡駅間が複線化[13]。
- 1962年（昭和37年）8月1日：当駅 - 安楽寺信号場（廃止）間が複線化[13]。
- 1968年（昭和43年）3月26日：駅舎を改築し、同日落成式を挙行する[14]。総工費は6千2百万円であった[14]。
- 1969年（昭和44年）
  - 5月26日：駅前広場拡張工事が完了する[14]。
  - 5月27日：昭和天皇、香淳皇后が第20回全国植樹祭に合わせて県内を行幸啓。石動駅発富山駅行きのお召し列車が運転[15]。
  - 10月1日：営業範囲を改正し、手荷物及び小荷物の配達取扱を廃する[16]。
- 1972年（昭和47年）9月16日：加越線が廃止される[4][12]。
- 1974年（昭和49年）9月12日：営業範囲を改正し、旅客、荷物及び車扱貨物の取扱駅となる[17]。
- 1975年（昭和50年）3月10日：特急列車「加越」が初停車（上下各1本）[18][19]。
- 1980年（昭和55年）9月25日：営業範囲を改正し、車扱貨物の取扱を廃して、専用線発着車扱貨物に限り取扱を開始する[20]。
- 1982年（昭和57年）9月16日：駅前に「火牛の像」建立[21]。
- 1984年（昭和59年）
  - 2月1日：営業範囲を改正し、専用線発着車扱貨物の取扱を廃する[22]。
  - 7月10日：当駅にみどりの窓口を開設する[23]。
- 1985年（昭和60年）3月14日：営業範囲を改正し、荷物の取扱を廃止する[24]。
- 1987年（昭和62年）
  - 3月31日：荷物（但し新聞紙に限る）の取扱を開始する[25]。
  - 4月1日：国鉄分割民営化により、西日本旅客鉄道（JR西日本）の駅となる[26]。
- 2014年（平成26年）：待合室の売店が閉店[27]。
- 2015年（平成27年）
  - 3月14日：北陸新幹線金沢延伸開業に伴い、あいの風とやま鉄道の駅となる[2][28]。
  - 3月26日：ICカード「ICOCA」供用開始[29]。
  - 9月2日：待合室の売店が営業再開[27]。
- 2018年（平成30年）11月27日：新駅舎（橋上駅舎）と南北自由通路供用開始[30]。
- 2020年（令和2年）3月26日：駅構内に小矢部市民図書館が開館[8][3]。

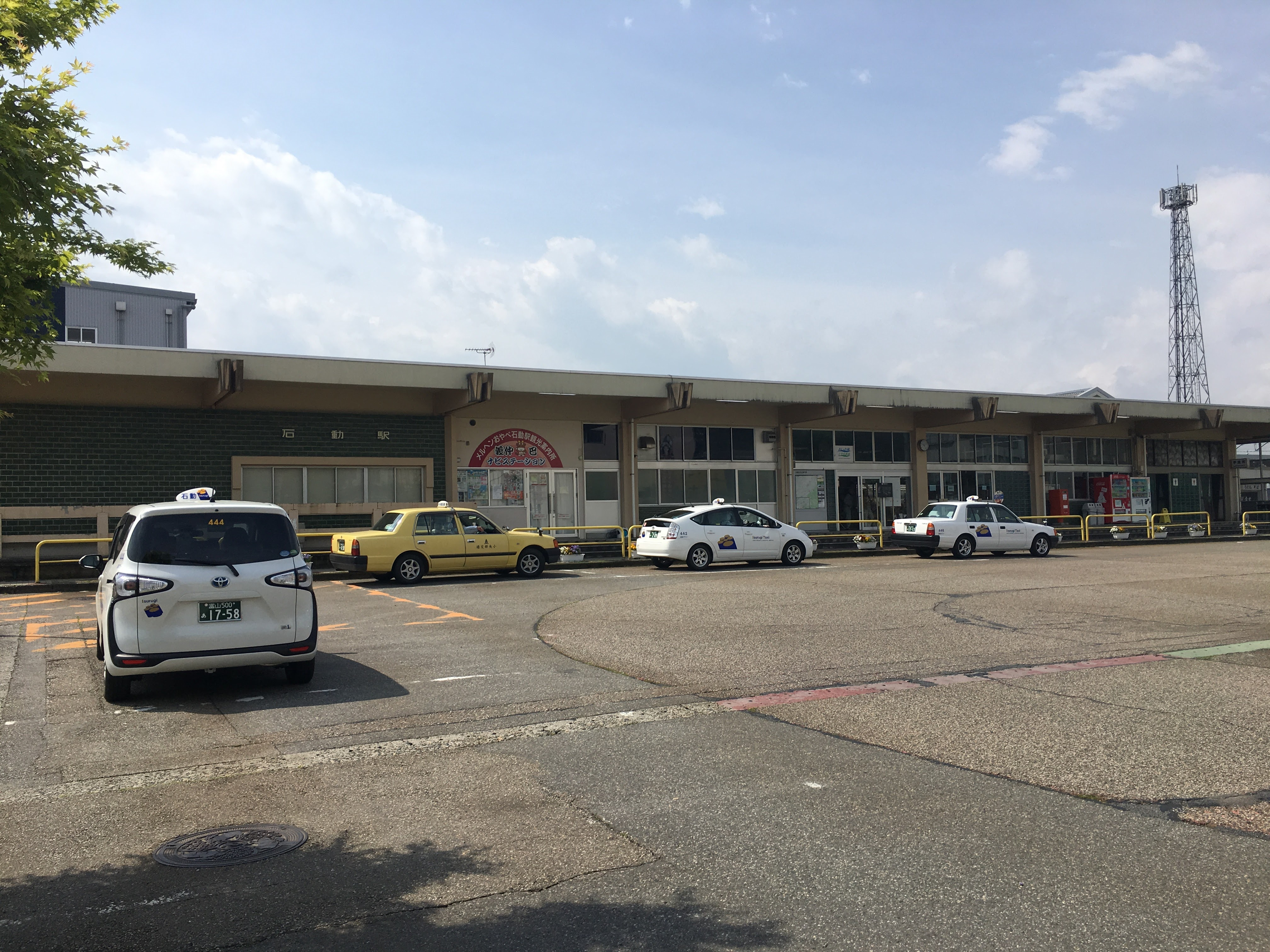
旧駅舎全景（2017年5月）
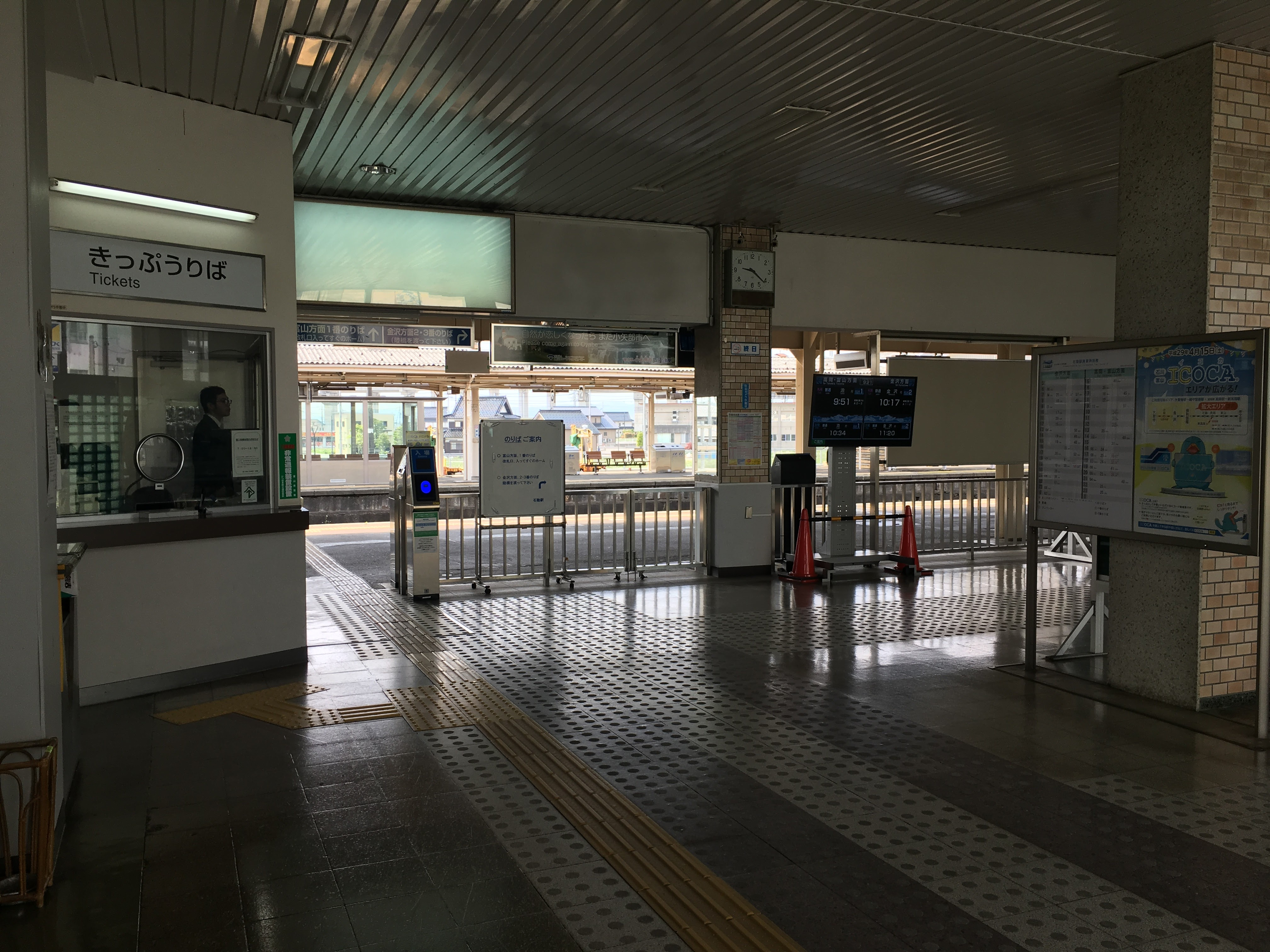
旧駅舎改札及び出札口
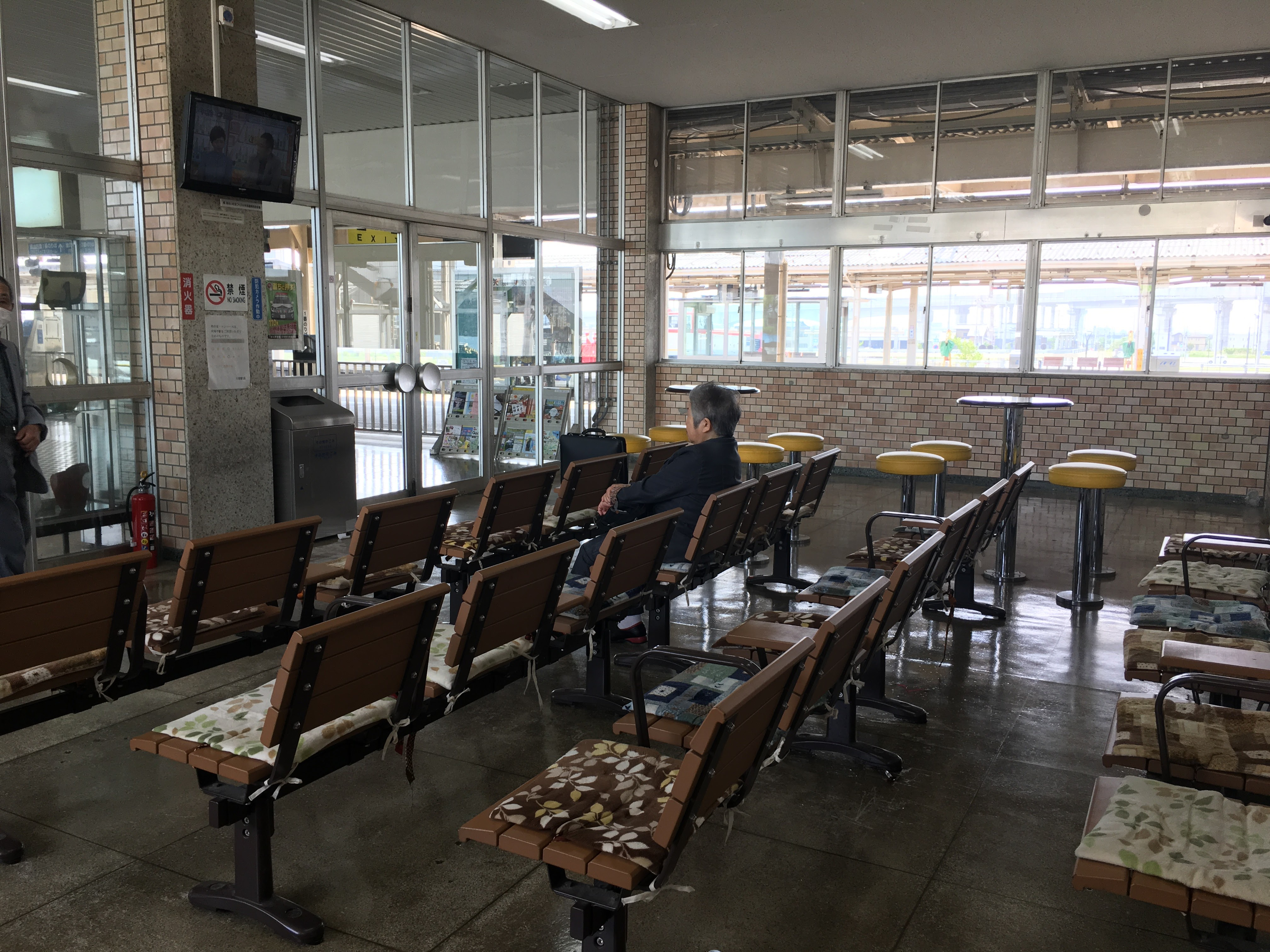
旧駅舎待合室
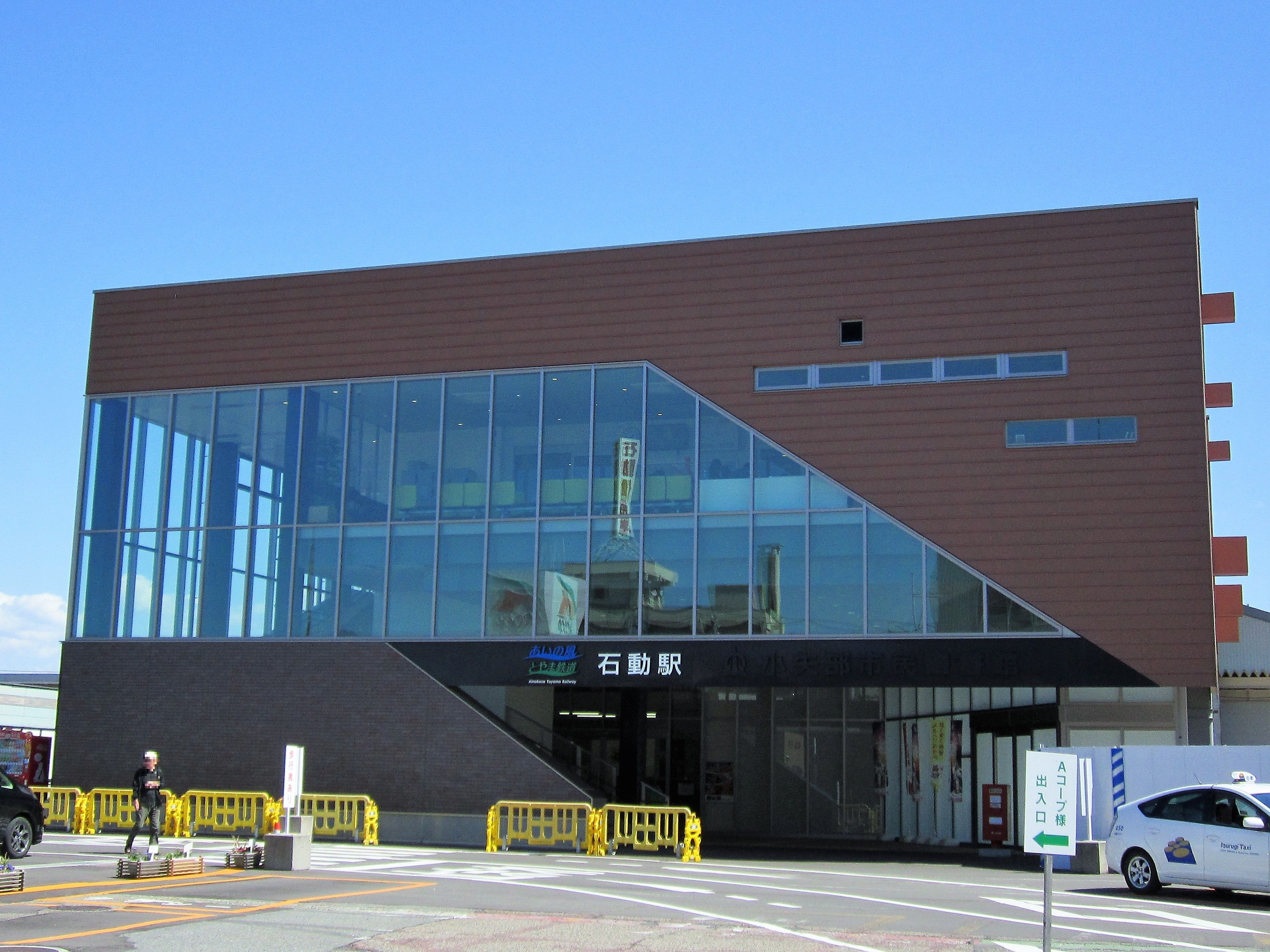
図書館併設前の北口駅舎

## 駅構造
単式ホーム1面1線、島式ホーム1面2線、計2面3線のホームを有する地上駅で、橋上駅舎を持つ。2018年（平成30年）11月26日までは地上駅舎であった。単式ホームの1番のりば側の北口駅舎に改札口があり、それぞれのホームへは跨線橋で連絡している。跨線橋にはエレベーターが設置されている。南口にはエレベーターが設置されている自由通路で繋がっている。
あいの風とやま鉄道直営駅であったが、現在はJR西日本金沢メンテックへの委託駅となっている。経営移管後も引き続きみどりの窓口が設置されている。JR北陸本線時代末期は富山地域鉄道部の管轄の駅であった。
かつては駅構内でキヨスクが営業を行っていたが、JR西日本系列のコンビニエンスストア「ステーションピット CHAO」に転換。その後2014年（平成26年）に閉店したが、2015年（平成27年）9月に小矢部市内の民間企業が新たに出店した。また、駅前には1948年（昭和23年）創業のうどん・そば店「麺類食堂」がある。駅構内にはほかに観光案内所が開設されており、待合室および便所の設備がある。
あいの風とやま鉄道転換後の2015年（平成27年）3月26日から、ICOCAおよび相互利用を行う交通系ICカードでの利用およびチャージが可能になった。
2018年11月より利用開始した橋上駅舎は外観はメルヘン建築を象徴するレンガ調で、エレベーター塔の屋根は埴生護国八幡宮をモチーフとしている。1階には観光案内所と多機能トイレ、2階には改札口、駅事務所、待合施設、交流施設および自由通路（幅4m、延長115m）が設けられ、駅南口から直接駅へのアクセスが可能となった。また、市内の社会福祉法人「渓明会」および「手をつなぐとなみ野」が運営する「Le Lien」（ルリアン）が設置される。麺類食堂は、同年12月より北口駅舎のそばに移転し営業を続けている。また南口には新たに駐車場（112台分）が設けられた。旧駅舎は解体され、2019年4月より旧駅舎跡地に図書館の建設工事を開始、2020年3月26日より利用開始された。図書館は駅舎と一体化した建物となっている。

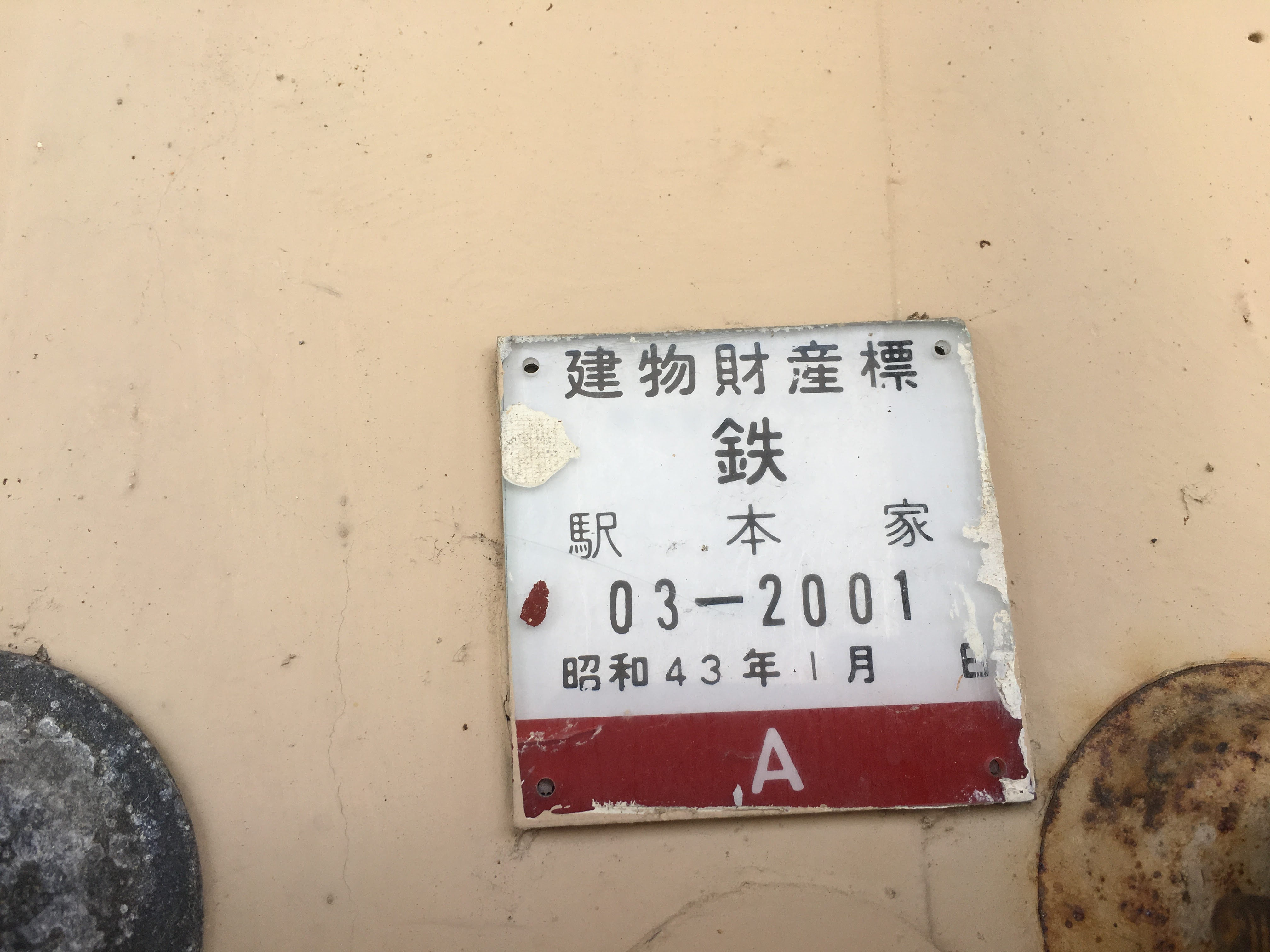
駅舎本屋建物財産標
待合室内の喫茶店
改札及び出札口
待合室
麺類食堂
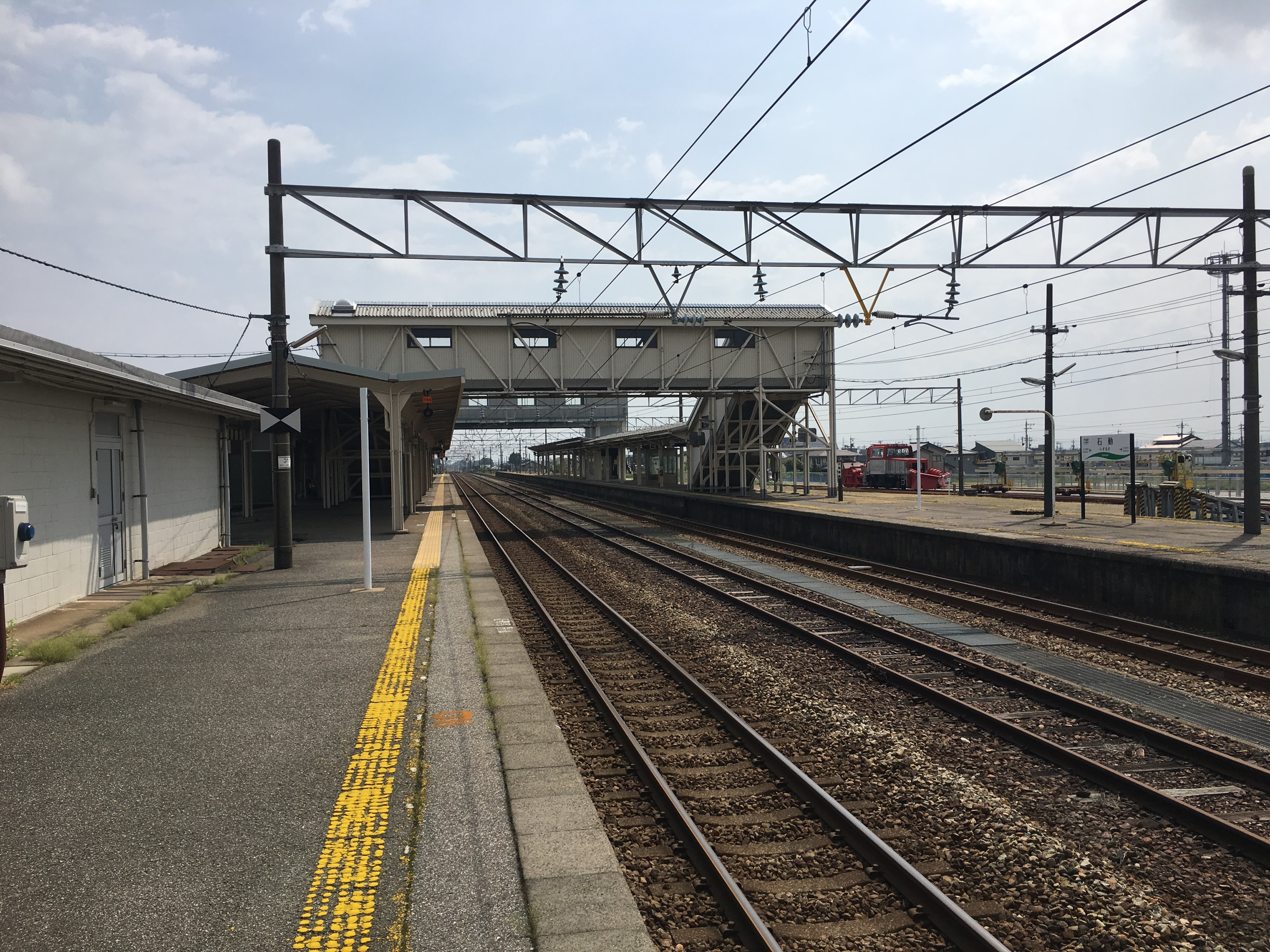
ホーム
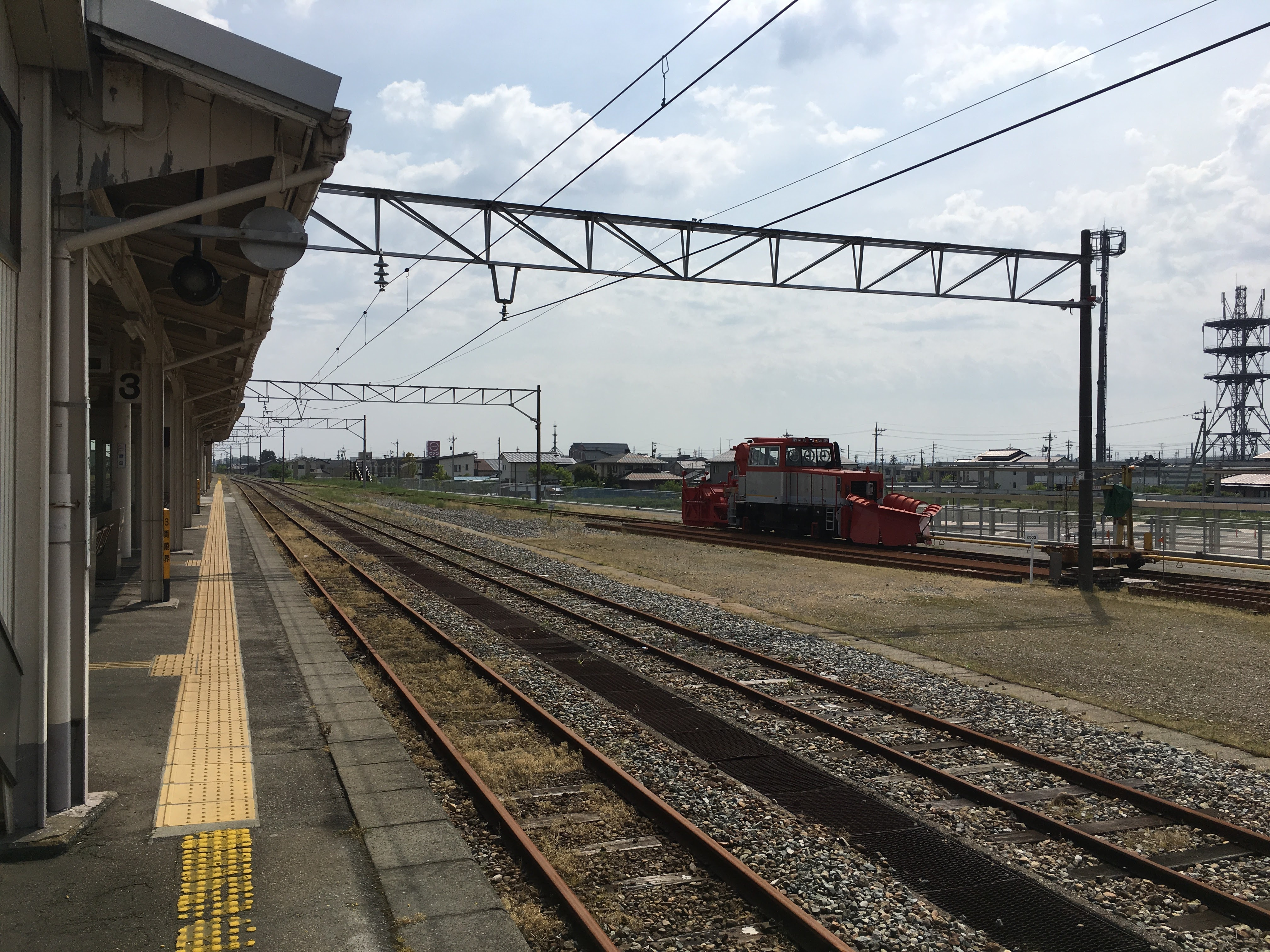
側線
南北自由通路

### のりば
| 番線 | 路線                  | 方向 | 行先           |
| ---- | --------------------- | ---- | -------------- |
| 1    | ■あいの風とやま鉄道線 | 下り | 高岡・富山方面 |
| 2    | ■あいの風とやま鉄道線 | 上り | 金沢方面       |
| 3    | ■あいの風とやま鉄道線 | 上り | 金沢方面       |

- JRの時代には特急待避用として数多く3番のりばが使用されたが[1]、経営分離に伴う特急の廃止により使用回数は減少している。

### 到着メロディ
2017年（平成29年）3月以前では1番のりばが「アビニョンの橋の上で」、2・3番のりばが「デイドリーム・ビリーバー」が流れていた。
この年では新旅客案内システム導入に伴い、2016年（平成28年）に制作された小矢部市イメージソング「小矢部で見つけましょう」（高原兄作曲、中田千紘歌唱）のサビ部分のアレンジが到着メロディとして使用開始された。

## 貨物取扱

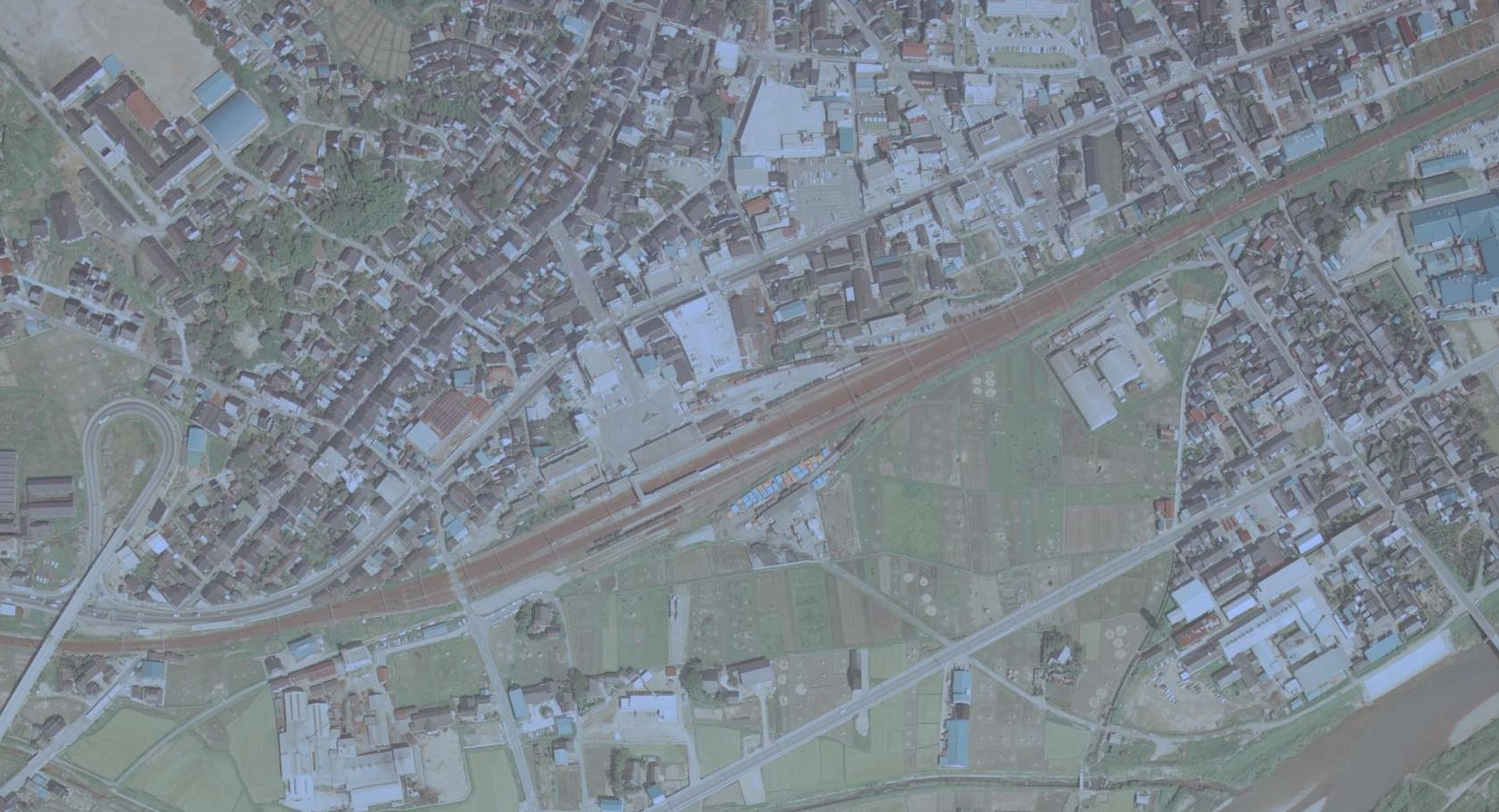
1975年（昭和50年）当時の当駅周辺航空写真

当駅における貨物取扱は、1984年（昭和59年）2月1日に廃止された。
1923年（大正12年）1月23日付『鉄道公報』号外によると、当駅接続の専用線は次の通りであった。
- 北国製紙線（動力：省機関車、作業哩程：1哩）

1953年（昭和28年）10月10日付『鉄道公報』第1254号通報専用線一覧別表掲載中、当駅接続の専用線は次の通りであった。
- 富山化学工業線（第三者使用：日本通運及び北陸化学食品、動力：国鉄機関車及び手押、作業粁程：0.8粁（機関車）、0.9粁（貨車））
- 屋敷外吉線（動力：国鉄機関車、作業粁程：0.8粁、備考：国鉄砂利線発送に限る）

1967年（昭和42年）7月1日現在における当駅接続の専用線は以下の通りであった。
- サクラ木工所線（動力：国鉄機関車及び国鉄動車、作業粁程：0.6粁、備考：国鉄砂利線に接続する。ただし使用休止中。）
- 屋敷正英線（動力：国鉄機関車及び国鉄動車、作業粁程：0.5粁、備考：国鉄砂利線）

1970年（昭和45年）10月1日現在における当駅接続の専用線は以下の通りであった。
- 朝日ケイカル工業線（動力：国鉄機関車、作業粁程：0.2粁、総延長粁程：0.2粁）

1983年（昭和58年）4月1日現在における当駅接続の専用線は以下の通りであった。
- 朝日化工線（通運事業者等：日本通運、動力：国鉄動車、作業粁程：0.2粁、総延長粁程：0.2粁）

## 利用状況
2020年（令和2年）度の1日平均乗車人員は1,222人である。
各年度の1日平均乗車人員は以下の通りである。
| 年度   | 1日平均 乗車人員 |
| ------ | ---------------- |
| 1995年 | 2,218            |
| 1996年 | 2,248            |
| 1997年 | 2,173            |
| 1998年 | 2,120            |
| 1999年 | 2,050            |
| 2000年 | 2,017            |
| 2001年 | 1,924            |
| 2002年 | 1,908            |
| 2003年 | 1,868            |
| 2004年 | 1,830            |
| 2005年 | 1,810            |
| 2006年 | 1,752            |
| 2007年 | 1,742            |
| 2008年 | 1,734            |
| 2009年 | 1,613            |
| 2010年 | 1,577            |
| 2011年 | 1,603            |
| 2012年 | 1,590            |
| 2013年 | 1,569            |
| 2014年 | 1,391            |
| 2015年 | 1,652            |
| 2016年 | 1,682            |
| 2017年 | 1,526            |
| 2018年 | 1,557            |
| 2019年 | 1,572            |
| 2020年 | 1,222            |

備考
1. ↑  2014年度は2015年3月13日までの計347日間における集計。

## 駅周辺
石動市街地には真宗大谷派を中心に数多くの寺院群が点在する。
- 小矢部市役所
- 小矢部市民体育館
- 富山県砺波厚生センター小矢部支所
- 砺波公共職業安定所小矢部出張所
- 小矢部郵便局
- 小矢部市文化スポーツセンター
- 城山公園
- 国道471号
- 富山県立石動高等学校
- 小矢部市立石動中学校
- 小矢部市立石動小学校
- 廻向寺
- 観音寺
- 称名寺
- 愛宕神社
- 福町神明宮
- 埴生護国八幡宮

## バス路線
加越能バスが、駅前から以下の路線を運行している。このほか、小矢部市営バス（愛称「メルバス」）が市内各地へ運行しており石動タクシーが受託しているほか、一部路線では市内のタクシー事業者が受託する乗合タクシーも運行される。
- 三井アウトレットパーク北陸小矢部
- 済生会高岡病院
- 北川
- 砺波市役所前
- くりから不動寺（毎月28日のみ運行）[55]

## 隣の駅
※「あいの風ライナー」（平日のみ運転）の隣の停車駅は、あいの風ライナーの項を参照のこと。
あいの風とやま鉄道
■あいの風とやま鉄道線
倶利伽羅駅 - 石動駅 - 福岡駅

### かつて存在した路線
加越能鉄道
加越線
石動駅 - 南石動駅